# Japan Ice Hockey League 1998/99
Die Saison 1998/99 war die 33. Spielzeit der Japan Ice Hockey League, der höchsten japanischen Eishockeyspielklasse. Meister wurde zum insgesamt neunten Mal in der Vereinsgeschichte der Kokudo Ice Hockey Club. Topscorer mit 64 Punkten wurde Shin Yahata von Meister Kokudo.

## Modus
In der Regulären Saison absolvierte jede der sechs Mannschaften insgesamt 40 Spiele. Die vier bestplatzierten Mannschaften qualifizierten sich für die Playoffs, in denen der Meister ausgespielt wurde. Für einen Sieg erhielt jede Mannschaft zwei Punkte, bei einem Unentschieden einen Punkt und bei einer Niederlage null Punkte.

## Reguläre Saison

### Tabelle
|    | Team                       | GP | W  | L  | T | GF  | GA  | Pts |
| -- | -------------------------- | -- | -- | -- | - | --- | --- | --- |
| 1. | Kokudo Ice Hockey Club     | 40 | 31 | 8  | 1 | 182 | 93  | 63  |
| 2. | Ōji Eagles                 | 40 | 21 | 18 | 1 | 147 | 142 | 43  |
| 3. | Seibu Prince Rabbits       | 40 | 26 | 12 | 2 | 165 | 122 | 54  |
| 4. | Nippon Paper Cranes        | 40 | 18 | 18 | 4 | 138 | 147 | 40  |
| 5. | Snow Brand Ice Hockey Club | 40 | 11 | 26 | 3 | 120 | 162 | 25  |
| 6. | Furukawa Ice Hockey Club   | 40 | 6  | 31 | 3 | 100 | 186 | 15  |

GP = Spiele, W = Siege, L = Niederlagen, T = Unentschieden

## Playoffs
|  | Halbfinale | Halbfinale             | Halbfinale |  |  | Finale | Finale                 | Finale |
|  |            |                        |            |  |  |        |                        |        |
|  |            |                        |            |  |  |        |                        |        |
|  | 1          | Kokudo Ice Hockey Club | 3          |  |  |        |                        |        |
|  | 4          | Nippon Paper Cranes    | 2          |  |  |        |                        |        |
|  |            |                        |            |  |  | 1      | Kokudo Ice Hockey Club | 3      |
|  |            |                        |            |  |  | 2      | Ōji Eagles             | 1      |
|  | 2          | Ōji Eagles             | 3          |  |  |        |                        |        |
|  | 3          | Seibu Prince Rabbits   | 0          |  |  |        |                        |        |
|  |            |                        |            |  |  |        |                        |        |

### Topscorer
Abkürzungen: T = Tore, A = Assists, P = Punkte
|     | Spieler           | Team       | Punkte |
| --- | ----------------- | ---------- | ------ |
| 1.  | Shin Yahata       | Kokudo     | 64     |
| 2.  | Chris Bright      | Seibu      | 59     |
| 3.  | Allen Conrey      | Cranes     | 54     |
| 3.  | Darcy Mitani      | Cranes     | 54     |
| 5.  | Kiyoshi Fujita    | Seibu      | 53     |
| 6.  | Toshiyuki Sakai   | Kokudo     | 50     |
| 7.  | Ryan Kuwabara     | Kokudo     | 47     |
| 7.  | Takahito Suzuki   | Kokudo     | 47     |
| 7.  | Stefano Figliuzzi | Snow Brand | 47     |
| 10. | Taku Takahashi    | Seibu      | 45     |

## Auszeichnungen
- Most Valuable Player – Toshiyuki Sakai, Kokudo Ice Hockey Club
- Rookie of the Year – Takahito Suzuki, Kokudo Ice Hockey Club

## All-Star-Team
| Tor          | Shinichi Iwasaki (Kokudo) | Shinichi Iwasaki (Kokudo) | Shinichi Iwasaki (Kokudo) | Shinichi Iwasaki (Kokudo) | Shinichi Iwasaki (Kokudo) | Shinichi Iwasaki (Kokudo) |
| Verteidigung | Yutaka Kawaguchi (Kokudo) | Yutaka Kawaguchi (Kokudo) | Yutaka Kawaguchi (Kokudo) | Corey Foster (Kokudo)     | Corey Foster (Kokudo)     | Corey Foster (Kokudo)     |
| Sturm        | Toshiyuki Sakai (Kokudo)  | Toshiyuki Sakai (Kokudo)  | Shin Yahata (Kokudo)      | Shin Yahata (Kokudo)      | Darcy Mitani (Cranes)     | Darcy Mitani (Cranes)     |